# Clubiona longipes
Clubiona longipes är en spindelart som beskrevs av Hercule Nicolet 1849. Clubiona longipes ingår i släktet Clubiona och familjen säckspindlar. Inga underarter finns listade i Catalogue of Life.